# Franz Köttner
Franz Köttner (20. ledna 1864 Kostelec – 14. července 1931 Kostelec) byl rakouský politik německé národnosti z Moravy; poslanec Moravského zemského sněmu.

## Biografie
Vychodil obecnou a měšťanskou školu. Působil jako starosta Kostelce (Wolframs). Byl členem okresní školní rady, předsedou zemědělského společenstva v Jihlavě, církevního výboru, velitelem sboru dobrovolných hasičů v domovském Kostelci. V květnu 1917 mu císař udělil Válečný kříž za civilní zásluhy.
Počátkem 20. století se zapojil i do vysoké politiky. V zemských volbách roku 1906 byl zvolen na Moravský zemský sněm, za kurii venkovských obcí, německý obvod Jihlava okolí, Třebíč, Žďár, Vranov atd. V roce 1906 se uvádí jako kandidát Německé lidové strany, která byla nacionálně orientovaná. Neúspěšně kandidoval i v zemských volbách roku 1913. Tehdy byl ve zdrojích řazen mezi svobodomyslné německé kandidáty (liberální Německá pokroková strana).
Zemřel v červenci 1931. Příčinou úmrtí bylo degeneratio myocardi.